# Etiópiai sémi nyelvek
Az etiópiai sémi nyelvek (angol nyelvterületen Ethiosemitic, Ethiopian, Ethiopic) speciális sémi nyelvészeti terminus, mely az Etiópia területén található valamennyi kihalt vagy beszélt sémi nyelv együttesét jelenti. A csoport az ódélarab nyelvekkel együtt a délsémi nyelvek keleti ágát alkotja. 
A nyelvek együttes kezelését nyelvi-földrajzi elszigetelségük - s így egységük -, valamint az etióp nyelvterületen található egyéb nem sémi etiópiai nyelvekkel való érintkezések miatti speciális, más sémi nyelvekben nem található nyelvi elemeik indokolják. 
A terminust újabban többen (elsősorban politikai okoknál fogva) félrevezetőnek tartják, mivel a csoport egyes képviselőit kizárólag a ma már Etiópiától független Eritreában beszélik, a terminus azonban a függetlenné válásnál jóval régebbi, kialakulása az úgynevezett etióp tanulmányok tárgykörébe esik.

## Felosztás
- északi ág
  - Tigrinya nyelv
  - Tigré nyelv
  - Ge'ez nyelv
  - Dahlik nyelv
- déli ág
  - "átmeneti csoport"
    - Amhara nyelv
    - Argobba nyelv
    - Gafat nyelv
    - Harari nyelv (harare)
    - Keleti guráge nyelvek
      - Szilt'e nyelv (szelti; woláne, ulbare(g), inneqor)
      - Zaj nyelv (z(w)aj)

  - "külső csoport"
    - Szoddó nyelv (kisztane)
    - Nyugati guráge nyelvek
      - Inor nyelv (ennemor, endegen)
      - Meszmesz nyelv
      - Meszqan nyelv
      - Sebat bet guráge nyelvek (chaha, ezha, gumer, gura, gyeto, muher)